# Гечепсин
Гечепсин (рос. Гечепсин) — річка в Російській Федерації, що протікає в Краснодарському краї. Притока річки Адагум. Довжина — 23 км, площа водозабірного басейну — 91,5 км².